# Лидеры эскадренных миноносцев типа «Могадор»
Лидеры эскадренных миноносцев типа «Могадор» — тип лидеров французского флота времён Второй мировой войны. Проектировались как океанские разведчики, предназначались для совместных операций с линейными крейсерами типа «Дюнкерк». Всего построено две единицы в серии: «Могадор» (фр. Mogador) и «Вольта» (фр. Volta). Последняя серия реально построенных французских лидеров. Официально классифицировались как контр-миноносцы (фр. contre-torpilleurs). Дальнейшим развитием класса во французских ВМС должны были стать лидеры типа «Клебер».

## История создания

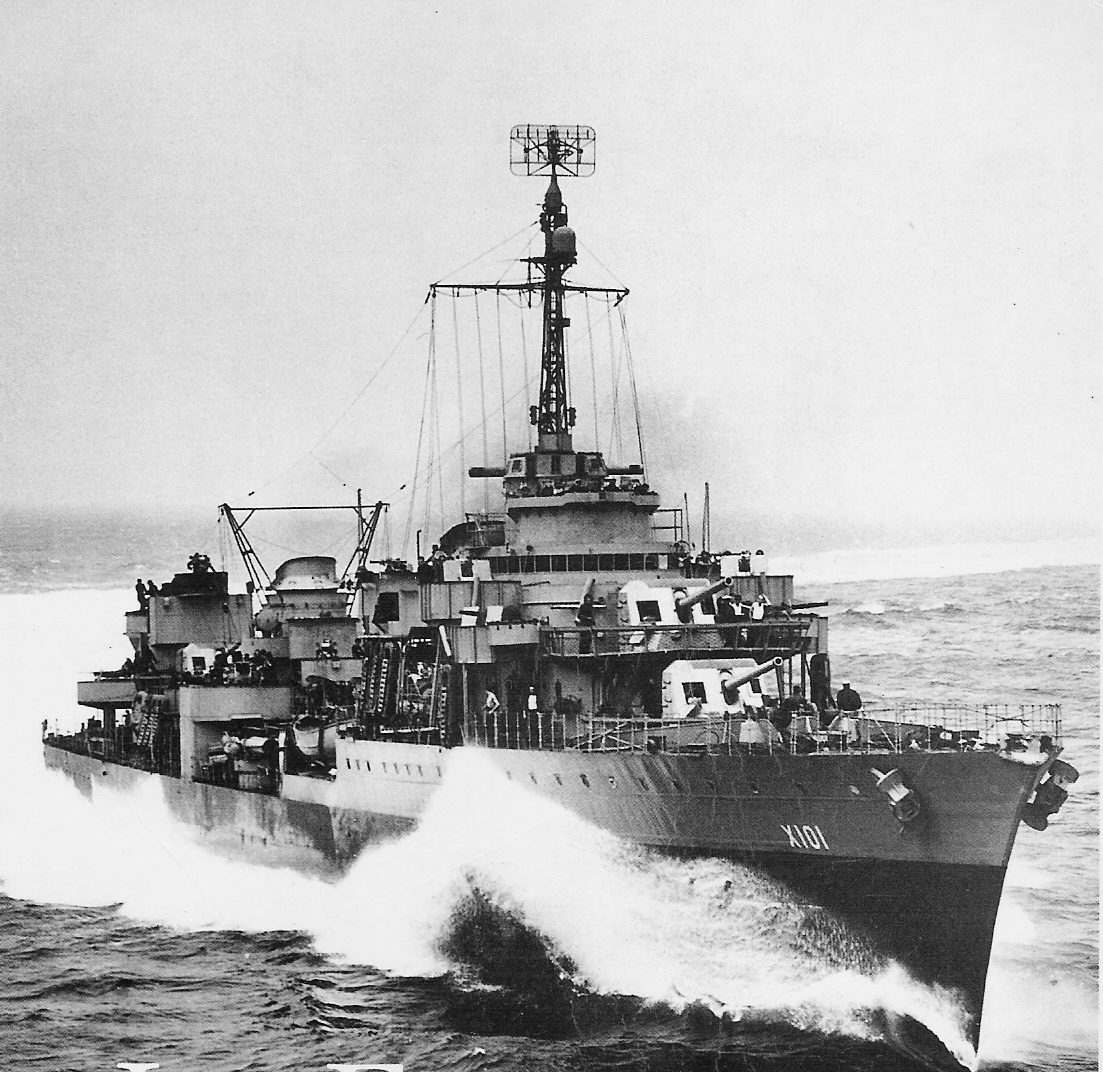
Контр-миноносец типа «Ле Террибль», предшественника типа «Могадор».

С 1922 по 1930 годы во Франции были построены 30 контр-миноносцев пяти серий. Хотя в советской/российской военно-морской литературе их принято причислять к лидерам, фактически они для лидирования эсминцев не предназначались и должны были действовать однородными соединениями, являясь скорее «истребителями эсминцев» или «супер-эсминцами». Последней крупной серией контр-миноносцев стали корабли типа «Ле Террибль», также известные как тип «Ле Фантаск», оценивавшиеся тогдашними военно-морскими экспертами как превосходные боевые единицы. Удовлетворённое их качествами, командование военно-морских сил Франции планировало заказать в начале 1930-х годов ещё три единицы типа «Ле Террибль», для формирования очередного дивизиона из трёх единиц. Однако Лондонское морское соглашение 1930 года ограничило общий тоннаж лёгких сил флота, поэтому от намеченных планов пришлось отказаться. Основные средства были теперь вложены в строительство линейного крейсера «Дюнкерк» и легких крейсеров типа «Ла Галиссоньер».
В результате, в судостроительную программу 1932 года был включен лишь один контр-миноносец, формально предназначенный для замены полученного по репарациям от Германии «Амираль Сенэ». Однако назначение новой боевой единицы, получившей номер Da-22, было существенно иным. Он должен был стать разведчиком в составе поисково-ударной группы, во главе с линейным крейсером «Дюнкерк» и иметь для этого увеличенный в сравнении с предшественниками радиус действия, высокую скорость и более мощное вооружение. Предполагалось создать его на базе проекта «Ле Террибль», но с увеличением числа 138,6-мм пушек до шести, которые размещались бы в трёх спаренных установках.
После заключения в 1931 году итало-французского морского договора, планы строительства дальнего разведчика были отложены, но проектирование продолжалось. Было предложено вооружить корабль 130-мм орудиями с автоматическим заряжанием, в четырёх спаренных установках. Считалось, что уменьшение калибра будет компенсировано повышенной скорострельностью, стандартное водоизмещение этого варианта определялось в 2670 тонн. Однако флот настаивал на сохранении прежнего калибра, но в спаренных башенноподобных установках с высоким уровнем автоматизации. При этом размещение на корабле полноценных башен считалось невозможным из-за опасного возрастания верхнего веса.
Компания «Сен-Шамон» предложила использовать модифицированные под новый калибр спаренные установки 130-мм орудий, предназначенные для новых эсминцев типа «Ле Арди». Считалось, что эта разработка не вызовет больших проблем и обеспечит скорострельность до 14 выстрелов на ствол. Выдвигалось также предложение защитить броней боевую рубку, но оно было отвергнуто по соображениям сохранения остойчивости при водоизмещении не более 3000 тонн. В противном случае контр-миноносец попал бы уже в класс крейсеров по международной классификации. В конечном счёте командование флота настояло на усилении вооружения за счёт размещения четвёртой спаренной установки главного калибра. Огневая мощь проекта обещала быть рекордной в своём классе.
«Могадор» был заказан по программе 1932 года, «Вольта» по программе 1934 года. «Могадор» был назван в честь сражения французской армии за крепость Могадор в Марокко в 1844 году. Ранее, во французском флоте такое название носил фрегат, построенный в 1848 году. «Вольта» был назван в честь известного итальянского физика Алессандро Вольта. Столь необычный выбор объяснялся двумя обстоятельствами. Во-первых, это имя носили три корабля: корвет, построенный в 1855 году, авизо, вошедший в строй в 1867 году и подводная лодка, пополнившая флот в 1911 году. Во-вторых, корвет «Вольта» был флагманом адмирала Курбэ в сражении при Фучжоу в 1884 году и морской министр Ф. Пьетри счёл возможным отметить таким образом его пятидесятилетнюю годовщину.

## Конструкция

### Корпус и архитектура

Контр-миноносец «Могадор». 1939 г. Схема.

По конструкции корпуса корабли типа «Могадор» стали дальнейшим развитием типа «Ле Террибль», но с увеличением размеров. Единственным существенным отличием стало упрочнение корпуса, поскольку «могадоры» предназначались, прежде всего, для действий в Атлантике, в отличие от типа «Ле Террибль», ориентированных на операции в бассейне Средиземного моря. Поэтому наиболее важные элементы корпуса — обшивка, переборки и главная палуба, были выполнены из стали повышенного сопротивления. Возрастание веса компенсировали применением лёгких сплавов, в частности, дюралюминия, в ненагруженных конструкциях. Корпус набирался по продольной системе, в оконечностях набор был усилен. Обводы корпуса были простыми, с практически прямыми бортами. Полубак занимал около трети длины корпуса, борта в его районе имели развал, постепенно увеличивавшийся к носу. Подъём форштевня практически отсутствовал, что приводило к сильному забрызгиванию нижней носовой башни на большой скорости.
Надстройки и трубы были подобны типу «Ле Террибль», но и общий объём и площадь надстроек заметно сократились. Это привело к снижению парусности кораблей. Также изменилось внутреннее расположение помещений, что объяснялось необходимостью размещения погребов боезапаса непосредственно под артиллерийскими установками. «Могадоры» оснащались единственной мачтой, установленной на передней надстройке. Её высота от уровня ватерлинии составляла 24,4 м.
Распределение весовых нагрузок выглядело следующим образом:
|                                        | масса, т |
| -------------------------------------- | -------- |
| Корпус                                 | 1214,9   |
| Машинная установка                     | 1042,4   |
| Артиллерия                             | 234,3    |
| Торпедное и противолодочное вооружение | 55,4     |
| Прочее оборудование                    | 273      |
| Боезапас, снабжение                    | 452      |

### Энергетическая установка

Схема работы турбозубчатого агрегата. ТВД — турбина высокого давления. ТСД — турбина среднего давления. ТНД — турбина низкого давления.

Энергетическая установка контр-миноносцев типа «Могадор» размещалась по эшелонной схеме, что должно было предотвратить её выход их строя в результате одного попадания. Общая мощность двух турбозубчатых агрегатов составляла 92 000 л. с. Для сравнения, мощность энергетической установки типа «Ле Террибль» составляла 74 000 л. с. Турбины производства компании «Рато-Бретань» питались четырьмя тонкотрубными котлами «Индрэ». В сравнении с котлами «Ярроу-Торникрофт» у «Ле Террибль», параметры нагрева и давления были повышены — 385° С и 35 атмосфер против 325° С и 27 атмосфер. Благодаря этому, энергетическая установка получилась сравнительно компактной. Предполагалось, что новые котлы позволят поднимать пары для ускорения с 14 до 35 узлов за 5—7 минут, против 20 минут у предшественников. В мирное время такая возможность на кораблях не реализовывалась и «могадоры» даже подвергались критике за медленный выход на полную мощность, но проблема была скорее в недостаточной выучке команд и дефиците мотивации. В бою у Мерс-эль-Кебира «Вольта» разогнался до 40 узлов за 4,5 минуты.
Экономический ход 15 узлов обеспечивался крейсерскими турбинами. При скорости свыше 26 узлов требовалось переключать специальную муфту, отключавшую крейсерские турбины. Этот агрегат работал не вполне надёжно и вызывал у командиров кораблей опасение лишиться хода в критический момент. В целом же, энергетическая установка контр-миноносцев типа «Могадор» оценивалась как очень хорошая.
Контр-миноносцы типа «Могадор» проектировались в расчёте на достижение скорости 39 узлов. Как и прочие французские контр-миноносцы, они значительно превысили этот показатель на испытаниях. Хотя последние проводились по сокращённой программе, показатели были близки к рекордному результату «Ле Террибль». При водоизмещение 3050 тонн «Могадор» разогнался на часовом пробеге до 43,54 узла, «Вольта» — до 43,78 узла. На восьмичасовом пробеге при водоизмещении 3730 тонн и форсировании турбин до 108 424 л. с., «Могадор» показал среднюю скорость 41,67 узла, «Вольта» в аналогичном пробеге — 42,09 узла. По мнению специалистов, и эти показатели не являлись предельными.

### Мореходность и манёвренность
Мореходность «могадоров» оценивалась как хорошая. Они уверенно держались даже в шторм, при волнении до 4 баллов легко развивали скорость 34 узла. На умеренном волнении скорость могла достигать 40 узлов без угрозы для прочности корпуса и заливания палубы. Отмечалась тенденции зарываться носом в волну, но с ней справились за счёт первоочередного расхода топлива из носовых цистерн. Благодаря малой площади надстроек, влияние ветра сводилось к минимуму и даже при сильном ветре корабли кренились не более чем на 2°-3°. При полной перекладке руля крен не превышал 7°-8°, что было очень хорошим показателем для кораблей такого класса. Качка «могадоров» была плавной и корабли считались достаточно хорошими артиллерийскими платформами. Вместе с тем, остойчивость была весьма умеренной, вследствие солидного верхнего веса.
Значительно хуже обстояло с управляемостью. Это обуславливалось недостаточной мощностью паровой машины, поворачивавшей руль. Если на малых и средних скоростях «могадоры» имели умеренный радиус циркуляции — 800—850 м, то на больших ходах он возрастал вдвое и достигал 1600—1700 м. На учениях выявилось, что линейный крейсер «Страсбург» является более манёвренным кораблем, нежели «Вольта», что создавало проблемы при совместных действиях.

### Вооружение
Главный калибр

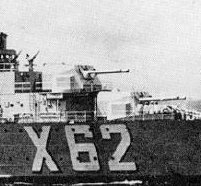
138,6-мм орудия Model 1934 на контр-миноносце «Вольта».

Главным калибром новых контр-миноносцев стали восемь 138,6-мм орудий Model 1934 в четырёх двухорудийных башенноподобных установках. Орудия были развитием Model 1929 и отличались лишь механизмами заряжания. С формальной точки зрения огневая мощь «Могадоров» должна была резко вырасти в сравнении с типом «Ле Террибль», которые несли лишь по пять 138,6-мм орудий в одиночных установках. Однако на практике артиллеристы «Могадора» и «Вольты» столкнулись с множеством проблем, резко снижавших боевой потенциал новых кораблей.
Башенноподобные установки модели 1934 года были закрыты 10-мм листами неброневой стали спереди, с боков и сверху. Задняя стенка отсутствовала. Таким образом, обеспечивалась защита расчётов лишь от непогоды. Масса установок составляла 34,6 тонны. Орудия располагалась в отдельных, но жестко связанных между собой люльках. Каждое орудие имело собственный механизм вертикального наведения, но поскольку их обслуживал лишь один электромотор, стволы наводились синхронно. Углы вертикального наведения колебались от −10° до +30°. Угол возвышения не позволял использовать орудия для зенитной стрельбы, к тому же, они не имели соответствующих снарядов в боекомплекте. Расстояния между осями стволов составляло 1,33 м, что позволяло исключить взаимное влияние снарядов на кучность стрельбы.
Механизм горизонтальной наводки приводил в действие второй электромотор. Его мощность, как и у первого, составляла 2 л. с., что было явно недостаточно. Углы горизонтального обстрела уменьшились, в сравнении с предшествующими контр-миноносцами. Для носовых установок они составили по 135° на каждый борт. Кормовая возвышенная установка имела углы обстрела по 160° на борт, нижняя — 135° на борт, но на малых углах возвышения стрельба прямо на корму запрещалась из-за риска повреждения палубных конструкций. Скорость вертикального наведения достигала 14° в секунду, горизонтального — 10° в секунду. Сами установки оказались очень тесными, что вынудило разместить электромоторы наведения орудий вне установок. Живучесть этой конструкции оценивалась как весьма низкая.

### Экипаж и обитаемость
Согласно проекту экипаж контр-миноносцев типа «Могадор» должен был состоять из 240 человек. 12 из них были офицерами. Командир корабля по штату должен был быть капитаном 2-го ранга (фр. capitane de fregate), заместителем командира — капитан 3-го ранга (фр. capitane de corvette). Другими строевыми офицерами были четыре старших лейтенанта и два мичмана. За энергетическую установку отвечали три инженера-механика, кроме того, офицерский чин имел судовой врач. Численность офицерского состава для столь крупного и сложного корабля признавалась недостаточной.
Младший командный состав был представлен 36 унтер-офицерами — 9 старшими и 27 младшими. Унтер-офицеры традиционно играли важную роль во французском флоте и оказывали значительную помощь офицерам. Остальной личный состав должны были составлять 185 квартирмейстеров и матросов. Фактически же на кораблях служило 245 человек — 12 офицеров, 40 унтер-офицеров, 193 квартирмейстера и матроса. Кроме того, предусматривалось размещение в случае необходимости штаба эскадры во главе с контр-адмиралом, включавшего кроме того, 5 офицеров и 15 других чинов.

## Служба
|           | заложен              | спущен              | вступил в строй    | судьба                                |
| --------- | -------------------- | ------------------- | ------------------ | ------------------------------------- |
| «Могадор» | 28 декабря 1934 года | 9 июня 1937 года    | 8 апреля 1939 года | Затоплен в Тулоне 27 ноября 1942 года |
| «Вольта»  | 24 декабря 1934 года | 26 ноября 1936 года | 6 марта 1939 года  | Затоплен в Тулоне 27 ноября 1942 года |

### «Могадор»
«Могадор» прибыл в Брест 6 ноября 1938 года и 7 ноября того же года стал флагманским кораблем контр-адмирала Лакруа, командующего 2-й легкой эскадры. При этом «Могадор» официально числился «вооружённым кораблем, не находящимся на службе». Проблемы с артиллерией главного калибра и холодильниками не позволяли признать корабль боеготовым. Тем не менее, в ноябре 1938 года и в феврале 1939 года «Могадор» участвовал в манёврах. В марте 1939 года 2-я лёгкая эскадра эскортировала паром «Кот д’Азур», на котором президент Франции А. Лебрен посетил Великобританию, при этом «Могадор» побывал в Портсмуте.

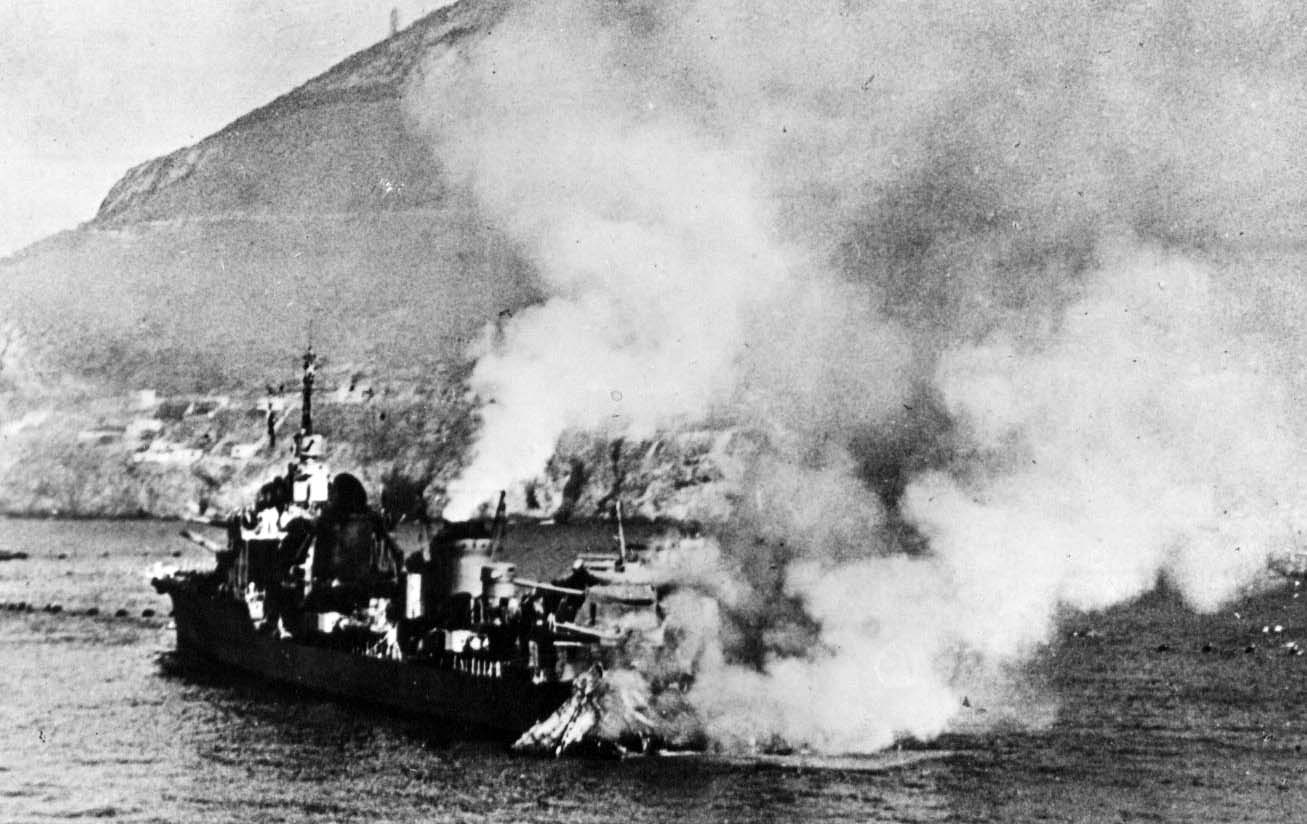
«Могадор», подбитый в Мерс-эль-Кебире. 3 июля 1940 г.

3 июля 1940 года, в день начала британцами операции «Катапульта», «Могадор» находился вместе с основными силами французского флота в Мерс-эль-Кебире в 6-часовой готовности к выходу. После появления перед портом британского соединения «H» и предъявления ультиматума французам, вице-адмирал Жансуль отдал в 9:55 приказ готовиться к бою. В числе других приступил к подготовке и экипаж «Могадора». Уже к 12:00 6-й дивизион контр-миноносцев был готов дать ход, но приказа не поступало. Приказ о выходе в море 6-го дивизиона поступил в 14:15. В 15:00 «Могадор» снялся с бочки и малым ходом двинулся к выходу из гавани. В 17:30, после окончательного британского ультиматума, командир «Могадора» приказал дать полный ход и корабль пошёл в море.
В 17:55 британские линкоры открыли огонь. В этот момент «Могадор» имел ход 24 узла и быстро увеличивал его. При выходе из гавани с борта контр-миноносца был замечен британский эсминец «Рестлер» и по нему был открыт безрезультатный огонь, хотя и давший накрытие. Во время прохода сетевого заграждения базы «Могадор» замедлил ход и в этот момент оказался под огнём британских линкоров. В корму корабля попал 381-мм бронебойный снаряд, пробил её насквозь и взорвался уже в воде. Однако снаряд прошёл через стеллажи для глубинных бомб и вызвал их детонацию. Взрывом 16 глубинных бомб вся кормовая часть «Могадора» была разрушена до орудийных башен, погибло 34 члена экипажа. «Могадор» потерял ход, началась борьба с пожаром и частичная эвакуация экипажа.
Благодаря дыму от многочисленных пожаров на французских кораблях, скрывшим рейд от англичан, поврежденный контр-миноносец удалось взять на буксир лихтеру. Первоначально он бросил якорь на глубине, но затем его отвели к концу мола, так как существовал риск взрыва боезапаса. Окончательно с пожаром удалось справиться лишь 4 июля 1940 года. 16 июля 1940 года «Могадор» перевели в Оран и 17 июля поставили в сухой док. Возможностей предприятий Орана не хватало для полноценного ремонта, поэтому ограничились герметизацией и подкреплением корпуса. Ремонт завершился 24 августа 1940 года, при этом корабль мог двигаться только на одном валу.

### «Вольта»
«Вольта», ещё будучи не боеготовым, поступил в распоряжение флота 21 марта 1939 года. Уже в апреле 1939 года он действовал у берегов Испании, в составе так называемых «международных наблюдательных сил». 20 апреля 1939 года он случайно потопил в результате столкновения испанский траулер «Сан-Висенте».

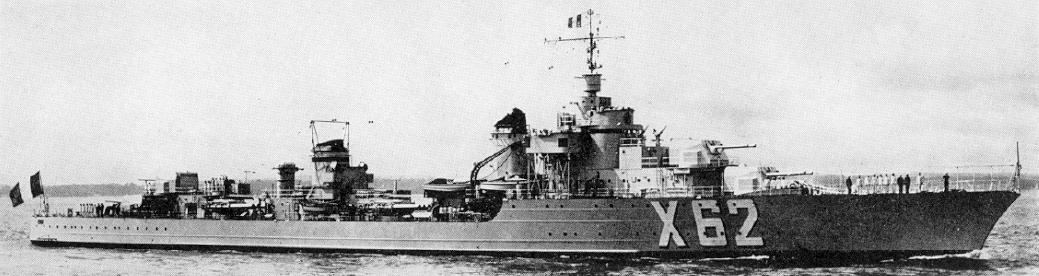
Контр-миноносец «Вольта».

3 июля 1940 года во время проведения англичанами операции «Катапульта», «Вольта», как и «Могадор», находился в Мерс-эль-Кебире. В этот день «Вольта» был дежурным кораблем, находившимся в 90-минутной готовности в выходу в море. «Вольта» начал движение в 15:30, а в 17:40 направился к выходу их гавани, следуя за «Могадором». После попадания тяжёлого снаряда в «Могадор», «Вольта» с трудом избежал столкновения, переложив руль. При прохождении вдоль набережной корабль получил множество мелких повреждений от очередного залпа британских линкоров, попавшего в набережную. Тем не менее, «Вольта» быстро развил скорость 30 узлов, а затем и 40 узлов и вышел в открытое море. За ним следовал контр-миноносец «Ле Террибль».
В 18:20 «Вольта» обстрелял британский эсминец, а затем получил приказ со «Страсбура» присоединиться к линейному крейсеру. В 19:33 «Вольта» и «Ле Террибль» повернули на север, желая прикрыть торпедной атакой прорыв «Страсбура». Контр-миноносцы были обстреляны линейным крейсером «Худ» и легкими крейсерами «Аретьюза» и «Энтерпрайз», но попаданий не получили. Хотя торпедная атака не удалась, действия двух контр-миноносцев вынудили «Худ» уклониться на север.

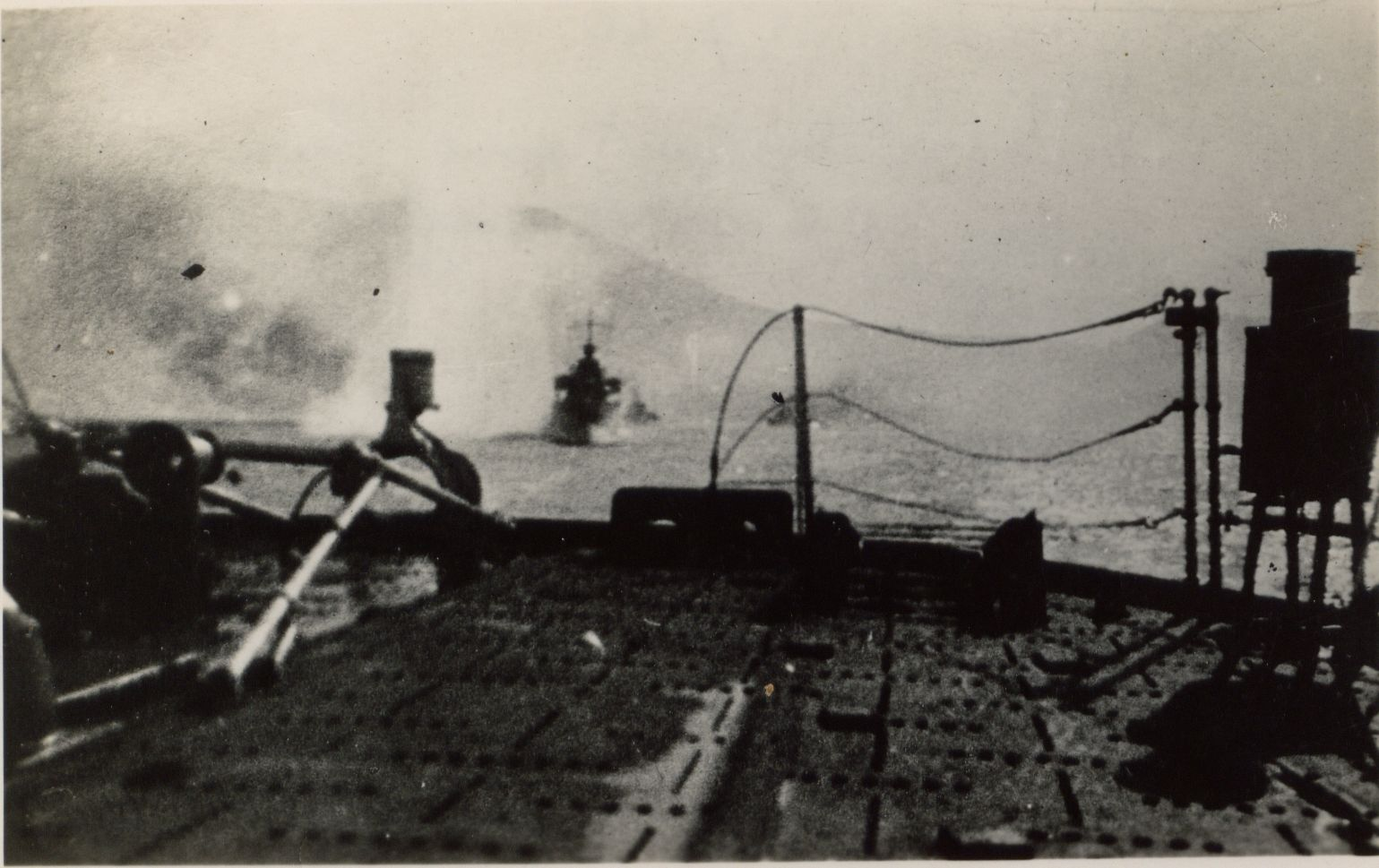
Прорыв французской эскадры из Мерс-эль-Кебира. 3 июля 1940 г.

В дальнейшем французское соединение успешно отразило атаки торпедоносцев «Суордфиш» с авианосца «Арк Ройял». В 20:00 британские корабли прекратили преследование. Сделав петлю в направлении Сардинии, французские корабли, включая «Вольта», прибыли в Тулон вечером 4 июля 1940 года. 6 июля 1940 года на «Вольта» поднял свой флаг контр-адмирал Лакруа. 13 июля 1940 года командование флота изменило организацию лёгких сил. 6-й дивизион контр-миноносцев, в котором остался один лишь «Вольта», был расформирован, а сам корабль вошёл в состав 8-го дивизиона, вместе с контр-миноносцами «Л’Эмдомтабль» и «Ле Малэн». Вместе с 10-м дивизионом они составили 2-ю лёгкую эскадру. Командование опасалось дальнейших нападений англичан, поэтому в июле—августе 1940 года «Вольта» и другие боеспособные корабли находились в состоянии шестичасовой готовности.
В дальнейшем, «Вольта», как и другие боеспособные корабли французского флота, вошёл в состав Соединения Открытого Моря (фр. Forces de Haute Mer). При этом «Вольта» большую часть времени являлся флагманом вновь сформированной 3-й легкой эскадры. Нехватка топлива резко ограничила активность остатков французского флота и выходы в море совершались очень редко и ненадолго. При этом «Вольта» вновь продемонстрировал ненадежность своей артиллерии и командование Соединения Открытого Моря предлагало вывести его в резерв, как «бесполезный в бою». Однако по личному приказу адмирала Дарлана контр-миноносец был оставлен в строю.

## Оценка проекта

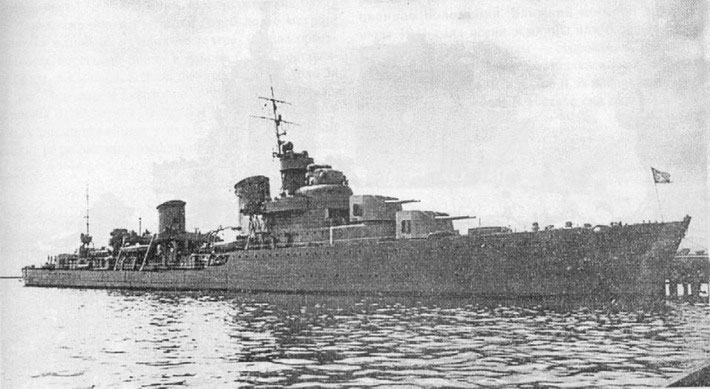
Лидер «Ташкент».

Лидеры типа «Могадор» создавались под вполне конкретную тактическую задачу — действия в качестве разведчика в составе ударно-разведывательной группы во главе с линейными крейсерами типа «Дюнкерк». Следует признать, что идея оказалась неудачной. Не имея на борту гидросамолёта, «могадоры» обладали весьма скромными возможностями по поиску противника. «Дюнкерки», имевшие на борту собственные гидросамолёты, справились бы с этой задачей сами и гораздо лучше. В предполагаемом же бою с «карманными» линкорами контр-миноносцы были бы малополезны, так как их артиллерия была слишком слаба для нанесения серьёзных повреждений сравнительно хорошо бронированным «дойчландам». Что касается задачи поддержания контакта с противником, то для этого хватило бы любого быстроходного корабля, необязательно столь дорогого, как «Могадор». Уже после постройки командование французских ВМС осознало свою ошибку и намеревалось построить третий корабль этого типа для формирования полноценного дивизиона контр-миноносцев.
Если сравнить «могадоры» с аналогичными кораблями иностранных флотов, то таковых наберется немного. Фактически, это советский лидер «Ташкент», итальянские крейсера-разведчики типа «Капитани Романи» и, с определённой долей условности, голландские лёгкие крейсера типа «Тромп». Все они представляли собой попытку создания некоего «промежуточного» корабля, между классами эсминцев и крейсеров.

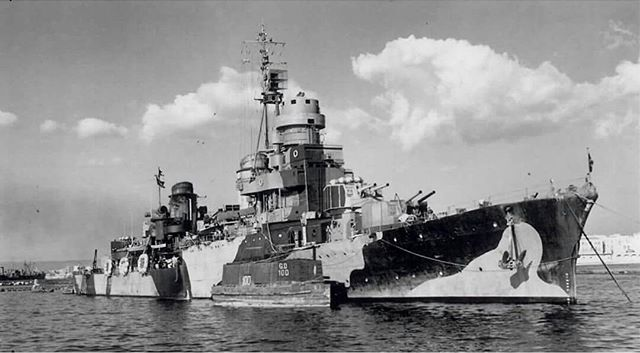
Лёгкий крейсер «Сципионе Африкано» типа «Капитани Романи».

Лидер «Ташкент» был построен для советского ВМФ итальянской компанией «Орландо-Одеро-Терни». Для своих солидных размеров он выглядел недовооруженным, хотя его артиллерия размещалась в полноценных башнях Б-2ЛМ. Зенитное вооружение также было очень слабым, несмотря на замену перед началом Великой Отечественной войны совершенно неадекватных воздушной угрозе 45-мм орудий на зенитные автоматы 70-К. По скоростным характеристикам «Ташкент» не уступал «Могадору», мореходность, по крайней мере, для Чёрного моря, была хорошей, дальность плавания солидной.
Итальянские крейсера типа «Капитани Романи» изначально разрабатывались в ответ на французские проекты «Ле Террибль» и «Могадор». Первоначально предполагалось на базе эсминца типа «Маэстрале» создать скаут водоизмещением 2800 тонн. В дальнейшем от проекта отказались в силу его недостаточной дальности для новых задач итальянского флота, который теперь должен был действовать и в Индийском океане. Наработки по 2800-тонному скауту были использованы при проектировании «Ташкента», а для своих ВМС был разработан заметно более крупный «океанский разведчик», классифицированный, в итоге, как лёгкий крейсер.
Итальянские крейсера имели высокую скорость, солидный радиус действия, достаточно хорошую мореходность. Восемь 135-мм орудий размещались в полноценных башнях, но стреляли более лёгким, чем у французов, снарядом и не превосходили «могадоры» по практической скорострельности. При этом «вожди Рима» имели систему управления огнём крейсерского типа. Зенитное вооружение было усилено в сравнении с эсминцами, но все равно оставалось посредственным.
| Водоизмещение, стандартное/полное, т        | 2997/4018                 | 2800/4110                 | 3686/5334               | 3787/4800                                         |
| Энергетическая установка, л. с.             | 92 000                    | 110 000                   | 110 000                 | 54 000                                            |
| Максимальная скорость, узлов                | 42                        | 43,5                      | 40                      | 33,5                                              |
| Дальность плавания, миль на скорости, узлов | 3000 (20) 2650 (24)       | 5030 (20)                 | 4411 (18) 3000 (25)     | 6000 (12)                                         |
| Артиллерия главного калибра                 | 4×2 — 138,6-мм/50         | 3×2 — 130-мм/50           | 4×2 — 135-мм/45         | 3×2 — 150-мм/50                                   |
| Лёгкая зенитная артиллерия                  | 2×2 — 37-мм 2×2 — 13,2-мм | 6×1 — 37-мм 6×1 — 12,7-мм | 8×1 — 37-мм 4×2 — 20-мм | 4×2 — 40-мм 2×2 — 12,7-мм                         |
| Торпедное вооружение                        | 2×3 и 2×2 — 550-мм ТА     | 3×3 — 533-мм ТА           | 2×4 — 533-мм ТА         | 2×3 — 533-мм ТА                                   |
| Бронирование, мм                            | —                         | —                         | башни — 20, рубка — 15  | Борт — 15+30, палуба — 25, башни — 15, рубка — 12 |
| Экипаж, чел.                                | 245                       | 250                       | 418                     | 308                                               |